# Oakland Raiders 1969
La stagione 1969 degli Oakland Raiders è stata la decima della franchigia nell'American Football League, l'ultima prima della fusione con la NFL. Con un record di 12–1–1 la squadra vinse il terzo titolo di division consecutivo ma fu sconfitta in finale della campionato AFL dai Kansas City Chiefs futuri vincitori del Super Bowl IV. Questa annata vide il debutto del capo-allenatore John Madden. Questi avrebbe guidato la squadra a sette titoli di division, sette finali di conference e una vittoria del Super Bowl prima di lasciare nel 1978.

## Scelte nel Draft 1969
| Scelte dei Raiders nel Draft 1969 |                |           |       |                  |
| Giro                              | Scelta         | Giocatore | Ruolo | College          |
| 1                                 | Art Thoms      | 22        | DT    | Syracuse         |
| 2                                 | George Buehler | 50        | G     | Stanford         |
| 3                                 | Lloyd Edwards  | 75        | TE    | San Diego St.    |
| 4                                 | Ruby Jackson   | 100       | T     | New Mexico St.   |
| 6                                 | Ken Newfield   | 136       | RB    | LSU              |
| 6                                 | Jackie Allen   | 153       | DB    | Baylor           |
| 7                                 | Finnis Taylor  | 178       | DB    | Prairie View     |
| 9                                 | Drew Buie      | 234       | WR    | Catawba          |
| 11                                | Harold Rice    | 284       | DE    | Tennessee St.    |
| 13                                | Al Goddard     | 317       | DB    | Johnson C. Smith |
| 13                                | Dave Husted    | 334       | LB    | Wabash           |
| 14                                | Harold Busby   | 362       | E     | UCLA             |
| 15                                | Alvin Presnell | 387       | RB    | Alabama A&M      |
| 16                                | Bill Davis     | 412       | LB    | Alabama          |
| 17                                | Billy Austin   | 440       | TE    | Ark-Pine Bluff   |

## Roster
| Roster degli Oakland Raiders nel 1969 |         |                    |        |        |                 |              |              |               |
| Attacco                               | Attacco | Attacco            | Difesa | Difesa | Difesa          | Special team | Special team | Special team  |
| Ruolo                                 | n.      | Nome               | Ruolo  | n.     | Nome            | Ruolo        | n.           | Nome          |
| RB                                    | 40      | Pete Banaszak      | DB     | 20     | Jackie Allen    | P            | 11           | Mike Eischeid |
| FL                                    | 25      | Fred Biletnikoff   | S      | 43     | George Atkinson |              |              |               |
| QB, K                                 | 16      | George Blanda      | LB     | 50     | Duane Benson    |              |              |               |
| OG                                    | 64      | George Buehler (R) | DL     | 53     | Dan Birdwell    |              |              |               |
| WR                                    | 89      | Drew Buie (R)      | CB     | 24     | Willie Brown    |              |              |               |
| TE                                    | 33      | Billy Cannon       | LB     | 48     | Bill Budness    |              |              |               |
| FB                                    | 35      | Hewritt Dixon      | LB     | 55     | Dan Conners     |              |              |               |
| TE                                    | 36      | Lloyd Edwards      | DE     | 83     | Ben Davidson    |              |              |               |
| FB                                    | 30      | Roger Hagberg      | DT     | 71     | Al Dotson       |              |              |               |
| OG                                    | 70      | Jim Harvey         | S      | 45     | Dave Grayson    |              |              |               |
| OG                                    | 65      | Wayne Hawkins      | DT     | 74     | Tom Keating     |              |              |               |
| RB                                    | 39      | Marv Hubbard (R)   | LB     | 42     | Bill Laskey     |              |              |               |
| QB                                    | 3       | Daryle Lamonica    | DE     | 77     | Ike Lassiter    |              |              |               |
| C                                     | 0       | Jim Otto           | DB     | 47     | Kent McCloughan |              |              |               |
| OT                                    | 74      | Harry Schuh        | DT     | 85     | Carleton Oats   |              |              |               |
| OT                                    | 78      | Art Shell          | LB     | 56     | Chip Oliver     |              |              |               |
| WR                                    | 13      | Rod Sherman        | LB     | 34     | Gus Otto        |              |              |               |
| HB                                    | 23      | Charlie Smith      | DT     | 80     | Art Thoms       |              |              |               |
| OT                                    | 76      | Bob Svihus         | DB     | 29     | Howie Williams  |              |              |               |
| RB                                    | 22      | Larry Todd         | CB     | 26     | Nemiah Wilson   |              |              |               |
| OG                                    | 63      | Gene Upshaw        |        |        |                 |              |              |               |
| SE                                    | 81      | Warren Wells       |        |        |                 |              |              |               |

## Calendario
| Stagione regolare |                       |           |
| Turno             | Avversario            | Risultato |
| 1                 | Houston Oilers        | V 21–17   |
| 2                 | Miami Dolphins        | V 20–17   |
| 3                 | at Boston Patriots    | V 38–23   |
| 4                 | at Miami Dolphins     | P 20–20   |
| 5                 | at Denver Broncos     | V 24–14   |
| 6                 | Buffalo Bills         | V 50–21   |
| 7                 | at San Diego Chargers | V 24–12   |
| 8                 | at Cincinnati Bengals | S 31–17   |
| 9                 | Denver Broncos        | V 41–10   |
| 10                | San Diego Chargers    | V 21–16   |
| 11                | at Kansas City Chiefs | V 27–24   |
| 12                | at New York Jets      | V 27–14   |
| 13                | Cincinnati Bengals    | V 37–17   |
| 14                | Kansas City Chiefs    | V 10–6    |

### Playoff

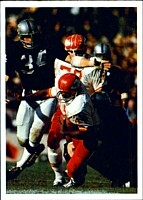
La finale del campionato AFL 1969 tra Raiders e Chiefs

| Turno            | Data             | Avversario         | Risultato | Pubblico |
| ---------------- | ---------------- | ------------------ | --------- | -------- |
| Playoff          | 31 dicembre 1969 | Houston Oilers     | V 56–7    | 54,539   |
| AFL Championship | 4 gennaio 1970   | Kansas City Chiefs | S 17–7    | 54,544   |

## Classifiche
| AFL Western Division |    |   |   |      |     |     |     |     |
|                      | V  | S | P | %    | DIV | PF  | PS  | STR |
| Oakland Raiders      | 12 | 1 | 1 | .923 | 7–1 | 377 | 242 | V6  |
| Kansas City Chiefs   | 11 | 3 | 0 | .786 | 5–3 | 359 | 177 | S1  |
| San Diego Chargers   | 8  | 6 | 0 | .571 | 2–6 | 288 | 276 | V4  |
| Denver Broncos       | 5  | 8 | 1 | .385 | 3–5 | 297 | 344 | V1  |
| Cincinnati Bengals   | 4  | 9 | 1 | .308 | 3–5 | 280 | 367 | S5  |

Nota: I pareggi non venivano conteggiati ai fini della classifica fino al 1972.